# Lilia Osterloh
Lilia Osterloh (Columbus, 7 de abril de 1978) é uma tenista profissional estadunidense. Seu melhor ranqueamento foi o de Número 41 em simples e 77 em duplas pela WTA.